# 양화로 (여주시)
양화로(Yanghwa-ro)는 대한민국의 경기도 여주시 가남읍 삼군사거리에서 시작하여, 경기도 여주시 세종대왕면을 연결하는 도로이다.

## 주요 경유지
경기도
- 여주시 (가남읍. 세종대왕면)

## 노선 경로
| 이름          | 접속 노선                   | 소재지        | 소재지        | 비고          |
| 가남로와 직결 | 가남로와 직결               | 가남로와 직결 | 가남로와 직결 | 가남로와 직결 |
| ------------- | --------------------------- | ------------- | ------------- | ------------- |
| 삼군사거리    | 지방도 제333호선 (여주남로) | 여주시        | 가남읍        |               |
| 오산교        |                             | 여주시        | 가남읍        |               |
| 오산육교      |                             | 여주시        | 가남읍        |               |
| 정단교        |                             | 여주시        | 가남읍        |               |
| 화평삼거리    | 월평로                      | 여주시        | 가남읍        |               |
| 마래교        |                             | 여주시        | 세종대왕면    |               |
| 매류삼거리    | 부능로 매류1길              | 여주시        | 세종대왕면    |               |
| 매류교        |                             | 여주시        | 세종대왕면    |               |
| (이름없음)    | 마장로                      | 여주시        | 세종대왕면    |               |

## 주요건물 및 시설
- S-OIL 오산주유소 (양화로 150/오산리 465-1)
- 오산초등학교 (양화로 150/오산리 236)
- 매류초등학교 (양화로 592/마래리 143)
- 매류보건진료소 (양화로 621/매류리 325-2)
- 매류2리마을회관 (양화로 631/매류리 326-15)
- 세정중학교 (양화로 697/매류리 376-6)
- 한국농어촌공사 여주이천지사 (양화로 816/신지리 955-5)
- 세종대왕릉역 (양화로 877/신지리 275)
- 능서보건지소 (양화로 913/신지리 262-1)